# Drogueria Fernando Rus
La drogueria Fernando Rus fou un negoci fundat per Fernando Rus Cózar al Raval de Barcelona, actualment desaparegut.

## Història i descripció
Fernando Rus Cózar (Baeza, 1842-Barcelona, 1894) era fill d'Andrés Rus Lorite i Juana Cózar Fernández. En una data desconeguda es traslladà a Barcelona, on muntà una drogueria al carrer de Sant Pau, 68 i d'Espalter, 10: «Drogas y productos químicos para la industria, artes y farmacia. Casa especial de todos los artículos para la fotografía, pintura y litografía.»

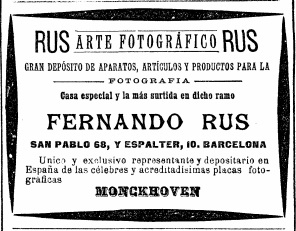
Anunci publicitari Rus Arte Fotográfico a La Vanguardia (1889)

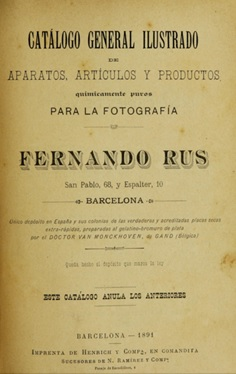
Catálogo general ilustrado de Fernando Rus (1891)

Anunci Viuda de Fernando Rus

La família de la seva esposa Anna Busquets i Cózar tenia una botiga d'articles fotogràfics al carrer de Sant Pau, 19 amb el nom Fills d'Antoni Busquets i Duran.
A partir del 1887, els anuncis anaven dirigits a los señores fotógrafos y aficionados a la fotografía, i el 1888 passà a denominar-se Casa especial en artículos para la fotografía Fernando Rus, i a partir del 1889, començà a aparèixer com Rus Arte Fotográfico. Aquest viratge pot anar lligat a la tasca del seu fill Fernando Rus Busquets, que destacava en el món de la fotografia. El 20 d'agost del 1888 se'n va publicar una ressenya a La Vanguardia: El droguero del final del siglo XIX es el que representa el dueño de la instalación cuyo grabado esta en esta plana. Don Fernando Rus, activo trabajador; incansable, estudioso dado que practica cuanto estudia y estudia cuanto practican otros, es el prototipo de su clase.
L'any 1891, Fernando Rus va elaborar el Catálogo general ilustrado de aparatos, artículos y productos químicamente puros para la fotografía, on es pot apreciar la gran quantitat d'aparells i material fotogràfic de tota mena que disposava al seu comerç: acetats, àcids acètics, albúmines, clorur, reposa caps perquè els models estiguessin quiets a les fotografies, aparells estereoscòpics, càmeres fotogràfiques i objectes originals, com una corbata amb un obturador amagat. Tanmateix, el que el diferenciava dels altres negocis era el ser l'únic dipòsit d'Espanya i colònies de les verdaderas y acreditatas placas secas extra-rápidas, preparadas al gelatino-bromuro de plata del Doctor Van Monckoven, provinents de Bèlgica.
A la seva mort el 1894, el negoci familiar continuà sota el nom de la seva vídua i, posteriorment, el local fou traspassat a Ramir Canivell, que continuà el negoci de drogueria, productes químics, comestibles, perfumeria i articles fotogràfics. Abans de la Guerra Civil Espanyola, l'establiment va passar a mans de la societat anònima Drogueria Vidal i Ribas, propietat de Josep Vidal-Ribas i Güell.